# Чуйкевич, Василий Никифорович
Васи́лий Никифорович Чуйкевич (укр. Василь Чуйкевич; 1642 — после 1710) — генеральный судья Войска Запорожского.
Родился на Полтавщине, принадлежал к роду Чуйкевичей. Служил дворовым у гетмана Ивана Мазепы, потом полковым писарем в Полтавском полку, был войсковым канцеляристом (1689, 1697). В 1702 году был реентом Генеральной войсковой канцелярии. В 1706—1709 гг — генеральный судья.
Поддерживал гетмана Мазепу. В день Полтавской битвы вместе с несколькими старшинами покинул Мазепу и перешел на сторону московского царя Петра. Был арестован и отправлен в ссылку в Сибирь, где через некоторое время постригся в монахи.
Чуйкевич владел местечком Воронеж Глуховского повета. Заселил село Чуйковка. Его сын Семён был женат на Екатерине (Катре), дочери Василия Кочубея.